# Ciocalypta hyalina
Ciocalypta hyalina är en svampdjursart som först beskrevs av Gustavo Pulitzer-Finali 1978.  Ciocalypta hyalina ingår i släktet Ciocalypta och familjen Halichondriidae.
Artens utbredningsområde är Italien. Inga underarter finns listade i Catalogue of Life.